# Slaget om Budapest

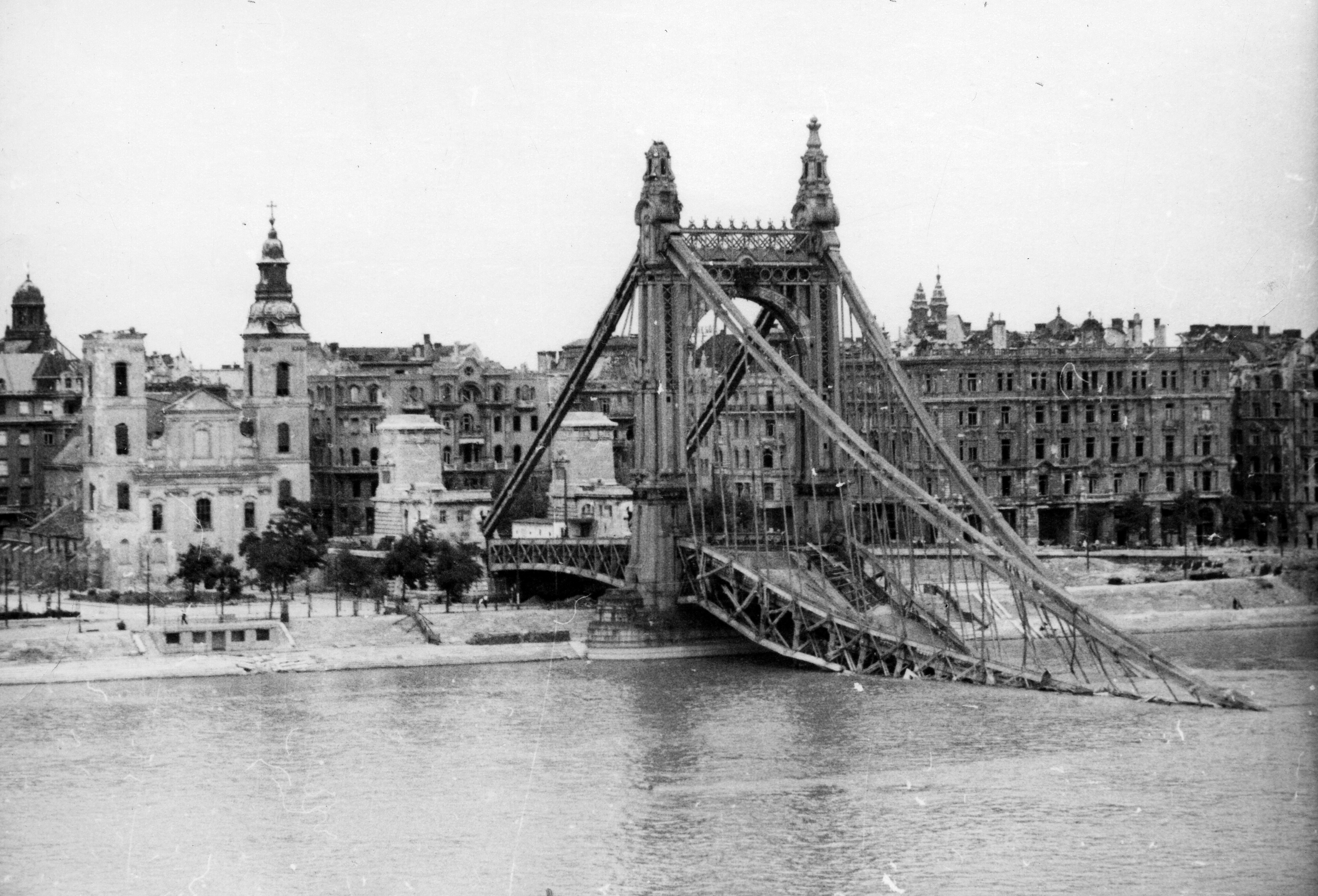
Den berömda kedjebron blev förstörd under striderna.

Slaget om Budapest utkämpades i slutet av andra världskriget. På ena sidan kämpade Nazityskland och Ungern och på den andra Sovjetunionen. Efter två månaders strider omringade Röda armén staden den 29 december 1944 och stod som segrare den 13 februari 1945 när fienden hade kapitulerat.

## Bakgrund
Efter att den tysk/rumänska fronten i Rumänien hade kollapsat i augusti 1944 och Rumänien bytt sida i kriget, retirerade tyskarna till mer lättförsvarade ställningar i Transsylvanien. Röda armén tillsammans med rumänerna lyckades dock bryta sig igenom Karpaterna och startade en offensiv i sydöstra Ungern. Offensiven var framgångsrik på det södra avsnittet där terrängen var platt och svårförsvarad. I norr lyckades tyskarna med ett framgångsrikt motanfall vid Debrecen i slutet av oktober, när Röda armén drabbades av omfattande stridsvagnsförluster. Detta försenade delvis den fortsatta offensiven mot Budapest. I slutet av november stod 2:a ukrainska fronten strax öster om Budapest men kunde inte fortsätta offensiven på grund av det hårdnande tyska och ungerska motståndet. Donau utgjorde dessutom ett stort hinder för den fortsatta framryckningen. Detta ledde till att beslut togs om att 3:e ukrainska fronten som opererade i norra Jugoslavien, skulle inleda en offensiv på västra sidan om Donau för att omringa Budapest från söder. Samtidigt attackerade 2:a ukrainska fronten från öster och skar av Budapest från den övriga fronten i norr. Den 29 december var staden inringad.

## Slaget
Slaget om staden började med att Sovjetunionen sände representanter för att förhandla om kapitulation av staden. Tyskarna sköt ner representanterna, förmodligen av misstag. Den 2 januari satte Armégrupp Syd igång ett motanfall nordväst om staden för att försöka bryta inringningen. Motoffensiven stoppades men tyskarna lyckades återerövra Esztergom nordväst om Budapest. Samtidigt ryckte 2:a ukrainska fronten fram i stadsdelen Pest, där ryssarna kunde använda sig av stridsvagnar på de breda gatorna. Den 18 januari evakuerade tyskarna de sista soldaterna från Pest för att försvara stadsdelen Buda på västra stranden av Donau. Samtidigt genomförde tyskarna motanfall från Szekesfehervar som var nära att bryta inringningen men kastades tillbaka i sista stund. Den 23 januari lyckades tyskarna återta Szekesfehervar. Den 3 februari nådde tyskarna fram till Donau söder om Budapest. Den 7 februari erövrade ryssarna Budapests södra järnvägsstation. Den 8 februari återtog 3:e ukrainska fronten ställningarna vid Donau söder om Budapest. De tysk/ungerska försvararna hade nu trängts ihop i ett litet område vid borgen i Buda. Den 11 februari bestämde sig flertalet av de tyska och ungerska soldaterna för att bryta sig ur belägringen och fly till den tyska fronten. Utbrytningsförsöket blev ett blodbad och endast ett fåtal soldater lyckades ta sig till de tyska linjerna. Den 13 februari kapitulerade till slut de sista tysk/ungerska försvararna i Budapest.